# Antoni Oliver i Gras
Antoni Oliver i Gras (Barcelona, segle xix - 25 d'octubre de 1959) va ser president del Futbol Club Barcelona l'any 1931.
Antoni Oliver ja havia estat membre de la junta directiva del Futbol Club Barcelona com a vocal (1918-20) i com a vicepresident (1931). El 22 d'octubre de 1931 va ser nomenat president de l'entitat, però la difícil situació del club el va fer plegar aviat i el 20 de desembre del mateix any tornà a la vicepresidència fins al 30 de juliol de 1932.